# Свиноводство
Свиново́дство — отрасль животноводства, занимающаяся разведением домашних свиней. Получило наибольшее распространение в Восточной Азии (Китай — 49,8 % мирового производства), Европе (25,6 % мирового производства), Америке (10,3 % мирового производства). 
Это направление животноводства отличается высокой требовательностью, высокой продуктивностью, высокой энергетической ценностью произведённой продукции и короткими сроками производства поголовья на убой. Развивается в областях с любыми климатическими условиями. Важнейшие области, где занимаются свиноводством, прилегают к густонаселённым районам и промышленным центрам, к местам выращивания и переработки зерна, к предприятиям пищевой промышленности.

## История свиноводства
Люди стали заниматься разведением свиней в период первобытнообщинного строя. В VI—V тысячелетиях до н. э. свиноводство появляется у народов Восточного Китая (Хоули, Хэмуду). В III тысячелетии до н. э. родовые племена, жившие на территории бассейнов рек Днепра, Южного Буга и Днестра (трипольская культура), разводили свиней для получения мяса и сала; в развитых рабовладельческих государствах (Египте, Греции, Индии) разводили уже разные породы свиней. Известно свиноводство было в эпоху бронзового века и в Юго-Восточной Азии (культура Фунгнгуен, II тыс. до н.э.). 
В конце XVI века английский дипломат Джайлс Флетчер заметил, что из-за постоянных набегов кочевников «русские, смежные с ними (привыкнув к ежегодным их нападениям в летнее время), держат у себя очень мало скота, кроме свиней, которых татары не трогают и не угоняют, потому что они одной религии с турками и не употребляют в пищу свиного мяса».
Как Н. Я. Бичурин, так и Питер Добель отмечали высокий уровень свиноводства в Китае XIX века: «разводят свиней в большом количестве, потому что свинина и поросята составляют обыкновенную лакомую пищу городских жителей… Кроме варёного риса и воды, свиней ничем не кормят (я говорю о назначаемых на убой): их держат в стойлах, моют ежедневно, даже и по два раза в день, и выскребают начисто; сим сохраняются они в здоровье и скоро жиреют».
В странах Западной Европы ещё в эпоху феодализма существовало лишь примитивное свиноводство: свиньи большими стадами паслись на огороженных участках лесов, позже их содержали в простейших помещениях. Значительного развития европейское свиноводство достигло лишь в эпоху капитализма, в связи с ростом городов и резко возросшим спросом на мясо и другие продукты животноводства.

## Свиноводство в России
По данным Росстата поголовье свиней по состоянию на июнь 2023 года составляло 28,9 млн животных. Производство в убойном весе за 2022 год составило 5,23 млн т. Среднегодовая оптовая стоимость живых свиней составила 117,55 руб. за 1 кг.  
Россия достигла 100% самообеспеченности свининой. Дальнейший рост производства возможен в случае расширения географии экспорта для отечественных производителей. С 1 января 2020 г. вступили в силу новые правила ввоза свинины в Россию: вместо ранее существовавшей квоты на импорт введена пошлина в размере 25% на весь импорт свинины.
На конец 2011 года поголовье свиней в хозяйствах всех категорий составило 17,3 млн голов, что примерно соответствует уровню конца 1950-х годов. Максимальное поголовье (около 40 млн.) было достигнуто в конце 1980-х годов.
Свиноводство наиболее развито в районах с обширными пастбищами, вблизи крупных городов, в зонах развитого зернового хозяйства и картофелеводства.
В год жители России потребляют около 8 млн тонн мяса, в том числе более 2 млн т свинины. С 2005 по 2009 год агропромышленный сектор России увеличил количество поголовья с 7 млн до 14 млн голов. Свиноводство является отраслью сельского хозяйства с быстрой отдачей вложенных средств, поэтому в течение 2005—2006 годов ряд российских компаний объявили о значительных инвестициях в строительство крупных свинокомплексов.
В 2012 около 2,6 млн т свинины было произведено внутри страны, около 1,1 млн т импортировано. Таким образом, доля импорта в потреблении свинины составляла около 30 %.
В целом в период с 2006 по 2012 гг. увеличение потребления свинины в России составило 55,5 % в натуральном выражении.
По данным Института конъюнктуры аграрного рынка, в 2005 году лидером по поголовью свиней был Краснодарский край (950 000), второе место занимал Татарстан (около 600 000), третье — Омская область (примерно 500 000 голов свиней).
На региональном уровне уверенное лидерство в производстве свиней на убой принадлежит Белгородской области. За I кв. 2012 г. сельскохозяйственные организации этого региона произвели 26,0 % свинины от общероссийского объёма производства по этой категории хозяйств. В число крупнейших производителей свинины в секторе сельскохозяйственных предприятий также входят: Краснодарский край (4,6 %), Республика Татарстан (3,9 %) и Липецкая область (2,8 %). Ленинградская область по итогам 2011 г. обеспечила 1,6 % общероссийского выпуска свинины в секторе сельскохозяйственных предприятий.

### Породы свиней
Во всем мире насчитывается около ста пород свиней. По продуктивности все породы делятся на группы: 
- Мясные и мясо-беконные: Дюрок, Ландрас, Уржумская, Эстонская беконная, Донская мясная, Скороспелая мясная.
- Мясо-сальные породы: Крупная белая, Пьетрен, Брейтовская, Ливенская, Кемеровская, Мангал, Муромская, Северокавказская, Литовская белая, Сибирская северная, Белорусская черно-пестрая, Латвийская белая, Семиреченская, Украинская степная белая.
- Сальные породы: Крупная черная, Украинская степная рябая, Миргородская.

Чтобы потомство было лучшим, породы стоит смешивать. В России более десятка пород свиней, самая распространённая — крупная белая. В Сибири разводят кемеровскую породу. На свинокомплексах одного из крупнейших агропромышленных предприятий России — Сибирской Аграрной Группы выращивают свиней трех пород: Ландрас, Дюрок, Йоркшир.
Самые распространённые породы свиней в России:
- крупная белая (в России примерно 85 % поголовья);
- Йоркширская порода[8];
- ландрас;
- дюрок;
- брейтовская;
- ливенская;
- миргородская;
- эстонская беконная;
- мангалица;
- вьетнамская;
- Кемеровская порода[9];
- Северокавказская порода[10];
- Уржумская порода[11];
- Литовская белая порода[12].

Племенная база свиноводства России на начало 2019 года представлена 8 породами свиней, которые разводятся и совершенствуются в 61 племенном заводе и 58 племенных репродукторах 42 регионов РФ. В структуре племенной базы свиноводства поголовье свиноматок крупной белой породы составило 54,08%, по породам: йоркшир – 21,38%, ландрас – 16,47%, дюрок – 6,16%, на остальные разводимые породы свиней отечественной селекции приходится 1,91%.

## Половозрастные группы свиней
Различают следующие половозрастные группы (если хозяйство с законченным циклом производства):
- Хряки
  - основные (от 18 месяцев и старше)
  - проверяемые (с 12 до 18 месяцев) («проверяемые», потому что потомство проверяют в 2 или 4 месяца)
  - для выявления самок в охоте хряки-пробники (как основные, так и проверяемые, выбракованные)
  - ремонтные (с 4 до 10-12 месяцев) до 150 и более кг, до первой плодотворной случки (3-4 мес в товарных и 4-5 мес в племенных хозяйствах).
- Свиноматка
  - Ремонтная свинка (с 4 месяцев до 8-9 месяцев, так как 6-7 месяц — начало охоты, примерно 3 охота и происходит оплодотворение) масса 120 и более кг до первого оплодотворения
  - Проверяемая матка (с 8-9 месяцев, с оплодотворения до 2 месячных поросят)
  - Основные матки (проверяемая, если соответствует норме) (с первого опороса и до конца использования) 2-3 года, 3-4 года.

По физиологическому состоянию одна и та же матка может быть:
- - холостой (от отъёма до оплодотворения — 21 день)
  - супоросной (от оплодотворения до опороса — 114-115 дней)
  - подсосной (от опороса до отъема поросят)

Матки могут быть разовыми для получения только одного опороса. Используются при сезонно-туровой системе воспроизводства, при малой обеспеченности кормами.
- Поросята-сосуны — поросята, которые находятся под маткой. В мелких хозяйствах — до 2 месяцев.
- Поросята-отъемыши
  - (от отъёма до постановки на откорм,
  - перевода в ремонтные.
- Ремонтный молодняк (с 4 месяцев до 9 месяцев — свинки, хрячки с 4 до 10-12 месяцев)
- Откормочное поголовье
  - молодняк (от отъема в зависимости от типа откорма)
  - взрослые животные выбракованные (полусальные, сальные)

## Термины
- Свиноматка, или просто матка — самка, дающая приплод
- Опорос — рождение поросят
- Поросёнок — детёныш свиньи
- Хряк — самец, производитель
- Боров — кастрированный хряк
- Подсвинок — поросёнок в возрасте от 4 до 10 месяцев.